# 格拉德梅克河
51°19′43″N 8°29′33″E / 51.328575°N 8.4924694°E
格拉德梅克河（德語：Gladmecke），是德國的河流，位於該國西部，流經北萊茵-威斯特法倫州，屬於魯爾河的右支流，河道全長0.6公里，流域面積0.25平方公里。